# Vinyar Tengwar
A Vinyar Tengwar egy nyelvészeti folyóirat (ISSN 1054-7606). A Tünde Nyelvészeti Szövetség (Elvish Linguistic Fellowship) adja ki, hogy a J. R. R. Tolkien által létrehozott mesterséges nyelvek tudományos kutatását segítse.
A "Vinyar Tengwar" szó eredete quenya, jelentése Hírlevelek (szó szerint hír betűk).

## Kiadások
A Vinyar Tengwar először 1988-ban jelent meg. Akkor még Jorge Quinonez szerkesztette, később Carl F. Hostetter vette át a folyóiratot. Eleinte kéthavonta adták ki a lapot, 1994 július után azonban jóval ritkábban, durván évente jelent meg. Ez azért történt így, mert Tolkien maga gyakrabban publikálta saját írásait. A Vinyar Tengwar innentől szinte kizárólag ezekkel az írásokkal foglalkozott. Számos tanulmányt Christopher Tolkien is megemlít az általa szerkesztett Középfölde történetében (The History of Middle-earth), de nem jelentette meg benne a szövegeket, mert túl összetettek voltak ahhoz, hogy a laikusok is megértsék.
- #1, 1988. szeptember (12 oldal)
- #2, 1988. november (16 oldal)
- #3, 1989. január (12 oldal)
- #4, 1989. március (12 oldal)
- #5, 1989. május (16 oldal)
- #6, 1989. június (16 oldal)
- #7, 1989. szeptember (16 oldal)
- #8, 1989. november (16 oldal)
- #9, 1990. január (16 oldal)
- #10, 1990. március (24 oldal)
- #11, 1990. május (24 oldal)
- #12, 1990. július (24 oldal)
- #13, 1990. szeptember (24 oldal)
- #14, 1990. november (24 oldal)
- #15, 1991. január (16 oldal)
- #16, 1991. március (16 oldal)
- #17, 1991. május (28 oldal)
- #18, 1991. július (40 oldal)
- #19, 1991. szeptember (32 oldal)
- #20, 1991. november (24 oldal)
- #21, 1992. január (28 oldal)
- #22, 1992. március (32 oldal)
- #23, 1992. május (28 oldal)
- #24, 1992. július (40 oldal)
- #25, 1992. szeptember (28 oldal)
- #26, 1993. november (32 oldal)
- #27, 1993. január (44 oldal)
- #28, 1993. március (40 oldal)
- #29, 1993. május (32 oldal)
- #30, 1993. július (32 oldal)
- #31, 1993. szeptember (36 oldal)
- #32, 1993. november (32 oldal)
- #33, 1994. január (28 oldal)
- #34, 1994. március (36 oldal)
- #35, 1994. május (32 oldal)
- #36, 1994. július (36 oldal)
- #37, 1995. december (32 oldal)
- #38, 1997. április (40 oldal)
- #39, 1998. július (36 oldal)
- #40, 1999. április (36 oldal)
- #41, 2000. július (40 oldal)
- #42, 2001. július (40 oldal)
- #43, 2002. január (40 oldal)
- #44, 2002. június (40 oldal)
- #45, 2003. november (40 oldal)
- #46, 2004. július (36 oldal)
- #47, 2005. február (44 oldal)
- #48, 2005. december (36 oldal)
- #49, 2007. június (60 oldal)

A folyóirat régi számait tíz kiadásos gyűjteményben lehet megrendelni. Az első tíz kiadás 2007. március óta kapható gyűjteményben.
A könyvtárak, ahol olvashatók a régi kiadások:
- The Library of Congress
- Marquette University Archives
- The Wade Center
- Bibliotheca Bodleiana

## Külső hivatkozások
- Vinyar Tengwar
- A Vinyar Tengwar Web Shop: elolvasható rajta a kiadások tartalma, és információkat is tartalmaz a rendelésről
- Parma Eldalamberon, a Vinyar Tengwar testvér kiadása
- Tünde Nyelvészeti Szövetség (Elvish Linguistic Fellowship), a Vinyar Tengwar és a Parma Eldalamberon kiadója
- Mythopoeic Society, ebből a szervezetből született meg az ELF